# Przecław Słota
Przecław Słota z Gosławic herbu Jelita (ur. ok. 1375, zm. 1419) – szlachcic z ziemi łęczyckiej, burgrabia i podstarości poznański w latach 1398–1400.
Swą karierę zawdzięczał ścisłym związkom z dworem Tomka z Węgleszyna, podczaszego krakowskiego i starosty generalnego Wielkopolski.

## O chlebowym stole
Przypisuje mu się autorstwo pierwszego świeckiego i zarazem pierwszego podpisanego przydomkiem lub nazwiskiem twórcy dzieła w języku polskim, wiersza O chlebowym stole (znanego też pod tytułem O zachowaniu się przy stole, ok. 1400).
Najstarsza znana kopia utworu została sporządzona około roku 1415. Utwór liczy 114 wersów, z których połowa to ośmiozgłoskowce. Tematycznie wiąże się z kulturą dworsko-rycerską; jest literackim świadectwem przejmowania przez polskie dwory możnowładcze obyczajowości feudalnej Zachodu. Wiersz zawiera wskazówki co do kultury biesiadnej oraz głosi cześć kobiety.